# Tresor de Caldas de Reis I
El Tresor de Caldas de Reis I, també conegut com a Depósito das Silgadas (en gallec) és un conjunt prehistòric de peces d'or que va ser trobat al 1940 i es conserva al Museu de Pontevedra, a Galícia. Es tracta del tresor prehistòric amb un pes en or més elevat dels que han estat trobats a la península Ibèrica.

## Troballa
El tresor es trobà el 20 de desembre del 1940 de manera casual durant uns treballs al camp. El lloc de la troballa era la finca «As Silgadas», situada al nord-oest de Caldas de Reis, en un turó, entre uns eucaliptus i una casa senyorial anomenada «A Canle». El veí de Caldas que el va descobrir, Amalio Touceda, i l'apoderat de la finca, Inacio Maquieira, es repartiren el tresor en dues parts d'igual pes amb una balança romana, amb la intenció de no informar de la troballa i vendre'n les peces a poc a poc. Uns sis mesos després, el 1941, algú els delatà a la guàrdia civil, que va requisar la part del tresor que encara no s'havia venut.
El tresor era soterrat a uns 20 cm de profunditat, sense cap recipient, tot i que és possible que no s'hagués conservat perquè podria haver sigut un sac o una cistella de material perible. Devia pesar uns 27 kg, segons el testimoniatge posterior del descobridor, però aproximadament la meitat es va vendre clandestinament i l'or va ser fos. Una altra versió assenyalava que els descobridors declararen un pes del material uns 20 kg inferior al trobat, per la qual cosa el total podria haver pesat uns 50 kg.
Poc després que es conegués l'existència del tresor, el comissari provincial d'excavacions, Fermín Bouza-Brey, visità el suposat indret de la troballa i publicà un treball sobre el tresor el 1942.
Les gestions de Bouza-Brey i dels que llavors eren director del Museu de Pontevedra i subdirector del Museu del Prado, foren clau perquè el tresor fos conservat al Museu de Pontevedra des de febrer del 1942. A Caldas de Reis s'exposa una reproducció del tresor.

## Composició

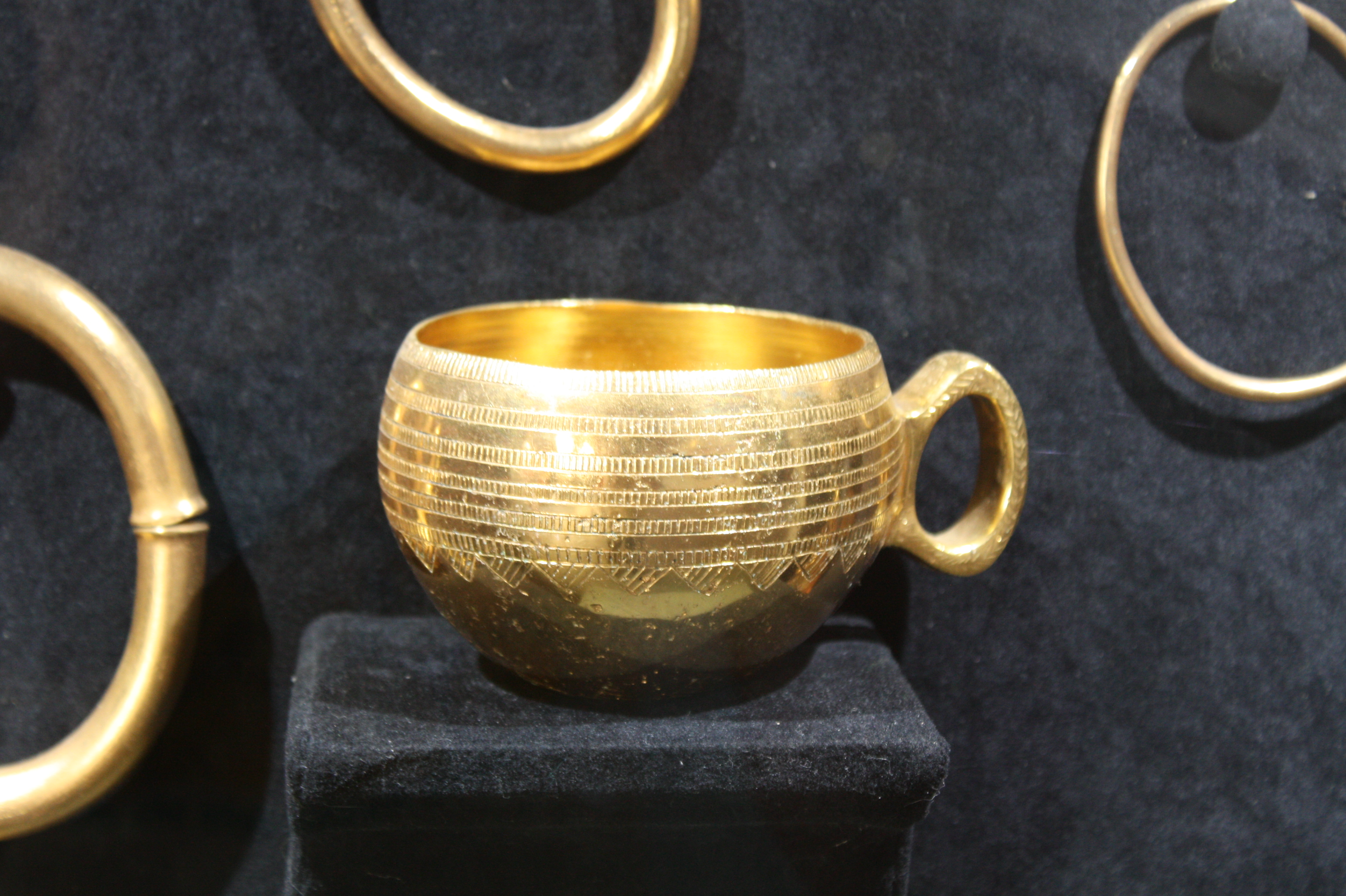
Una de les gerres del tresor de Caldas de Reis I

La part del tresor que conservada es compon de 41 peces d'or: la majoria són anelles de grandària variable, i també tres tasses amb ansa, tres fragments de barra, sis fragments de làmines —que devien formaven part d'un collaret o diadema— i una pinta. El pes d'aquest material és de 14,9 kg.
Alguns dels objectes es feren amb laminatge d'or i altres amb fosa. Les tasses i la pinta, en concret, s'elaboraren amb la tècnica de la fosa a la cera perduda i estan decorades amb bandes incises. La procedència de l'or és —segons Axel Hartmann— al·luvial.
Aquest tresor trobat en As Silgadas no s'ha de confondre amb un altre tresor trobat en un altre llogaret de Caldas al 1981, conegut com a Tresor de Caldas de Reis II, que es compon de 53 làmines enrotllades en tub i una altra peça en forma de con.

## Interpretacions
Es creu que les anelles, que a vegades es denominen torques, no eren joies ornamentals sinó la manera primitiva d'acumular or com a lingots. La més gran de les anelles (de prop d'1 kg de pes i 22,6 cm de diàmetre) s'ha interpretat com un portalingots. És a dir, es tractaria d'objectes ja amortitzats que s'acumularen i es devien utilitzar com a mitjà de pagament. S'ha proposat que s'ocultarien en un moment d'inestabilitat; una altra possibilitat, però, és que els objectes tinguessen un valor social i haguessen estat dipositats públicament en un acte ritual.
Tot i que no es descarta la seua fabricació en un taller peninsular, s'ha suggerit que el tresor es realitzàs en un taller de Bretanya i arribàs a la península Ibèrica com un regal d'ambaixada.

## Datació
La cronologia del tresor és objecte de debat. Sol assignar-se al període de transició entre l'edat del bronze antic i el bronze mitjà per paral·lelismes dels gerros amb gots ceràmics de la cultura dels túmuls armoricans i per comparança amb altres metalls preciosos d'Europa. Donen suport a aquesta cronologia antiga l'associació d'una anella o torca d'extrems plans del tresor amb uns altres torques de paletes i lúnules d'altres llocs d'Europa. Respecte a la pinta, s'ha relacionat amb altres pintes fetes amb materials orgànics trobats en diversos indrets d'Europa que s'han datat de la primera meitat del segon mil·lenni abans de la nostra era.
D'altra banda, hi ha autors que han relacionat aquesta pinta a una altra que apareix en l'Estela d'Ervidel II (Portugal), la qual cosa implicaria una cronologia més baixa. A més a més, l'ús de la tècnica de la cera perduda no és pas conegut abans del bronze recent, per això hi ha investigadors que retarden la data del tresor i el situen al voltant del 1550-1350 ae. Una altra dada a tenir en compte és que l'ansa d'una de les tasses es va fer per sobrefosa, la qual cosa es pot interpretar com que el tresor es completà en una fase avançada del bronze final o potser que aquesta tècnica va aparéixer en una etapa més primerenca que la d'altres exemples així realitzats.
Alguns estudis sobre la metrologia d'aquest tresor i d'altres troballes han indicat l'existència d'un patró de pes, en concret del sicle fenici o d'Ebla de 7,9 gr, i això podria rebaixar-ne encara més la cronologia i situar-la entre el bronze final i l'edat del ferro.